# Holtec International
Holtec International — американский поставщик оборудования и систем для энергетической отрасли 
Расположена в Джупитере (Jupiter, Florida), штат Флорида. 
Специализируется на разработке и производстве деталей для ядерных реакторов; продает оборудование для обращения с отработавшим ядерным топливом ядерных реакторов (производит контейнеры для хранения отработавшего ядерного топлива).

## История
Основана в 1986 году в Маунт-Лорел (Mount Laurel, New Jersey), штат Нью-Джерси.
На 2014 год Holtec производил теплообменники, контейнеры для ядерного топлива и другие крупные детали на старом заводе Westinghouse недалеко от Питтсбурга и на втором предприятии в Огайо. Также строит ещё один завод в экспортной зоне в Индии и имеет предложение построить завод в Южной Каролине. В 2014 г. в Нью-Джерси одобрена 10-летная налоговая льгота для Holtec
. 
В 2019 г. компания намеревалась отправить отработавшее топливо на площадку в Нью-Мексико, но встретила сопротивление местной общественности.
Holtec планировала приобрести АЭС Индиан-Пойнт и вывести eё из эксплуатации, начиная с 2021 года.

## SMR-160
Самозащищенный модульный подземный реактор Holtec SMR-160, разработанный Holtec, представляет собой разновидность водо-водяного реактора (PWR), мощностью 160 МВт. Она разрабатывает его с помощью Public Service Enterprise Group (PSEG), доминирующей энергетической компании в Нью-Джерси, которая надеется установить данные блоки на своём ядерном объекте в Хоуп-Крик-Салем (Hope Creek-Salem), если федеральные чиновники по атомной энергии одобрят этот план в 2015 году.
В феврале 2018 года GE Hitachi Nuclear Energy согласилась сотрудничать с Holtec по коммерциализации этого проекта.
В 2020 году было заключено соглашение об использовании в SMR-160 коммерчески доступной тепловыделяющей сборки (ТВС) Framatome 17x17 GAIA.
По состоянию на 2020 год SMR-160 находится на первом этапе предварительной лицензионной проверки Канадской комиссией по ядерной безопасности (Canadian Nuclear Safety Commission). 
В 2022 году компания запросила федеральный кредит в размере 7,4 млрд долларов США, чтобы позволить ей увеличить производственные мощности для изготовления SMR на существующем производстве компании, построить и эксплуатировать четыре SMR-160 в США, а также построить новый производственный комплекс Holtec Heavy Industries (HHI), для изготовления деталей и модулей повышенной мощности для данного реактора.
В апреле 2023 было заключено соглашение о строительстве на Украине 20 реакторов SMR-160